# Paradise Tour
Paradise Tour — второй концертный тур американской певицы и автора песен Ланы Дель Рей в поддержку первого мини-альбома Paradise. В качестве приглашенных гостей турне, на некоторых шоу выступали Джош Тиллман, Kassidy, The Maneken и другие исполнители. Тур стартовал 3 апреля 2013 года на арене Galaxie Amnéville в городе Амневиль, Франция, а финальный концерт прошёл 18 октября 2014 года на кладбище Hollywood Forever, Лос-Анджелес, Калифорния. Всего было сыграно девяносто четыре концерта на четырёх континентах за восемнадцать месяцев.

## Сет-лист
Ниже представлен сет-лист концерта в Турине, Италия, состоявшегося 3 мая 2013 года. Возможно, есть различия в сет-листах каждого концерта тура.
| Сет-лист |
| --- |
| 1. «Cola» 2. «Body Electric» 3. «Blue Jeans» 4. «Born to Die» 5. «Carmen» 6. «Million Dollar Man» 7. «Blue Velvet» 8. «American» 9. «Without You» 10. «Knockin’ on Heaven’s Door» (Оригинал: Боб Дилан) 11. «Young and Beautiful» 12. «Ride» 13. «Summertime Sadness» 14. «Burning Desire» 15. «Video Games» 16. «National Anthem» 17. «I Love Paris» (Оригинал: Коул Портер) 18. «Dark Paradise» |